# Buszkowo (województwo pomorskie)
Buszkowo – osada w Polsce położona w województwie pomorskim, w powiecie człuchowskim, w gminie Debrzno.
Do 1954 część miasta Lędyczka.
W latach 1975–1998 miejscowość administracyjnie należała do województwa słupskiego.